# التعامل مع الضغوط

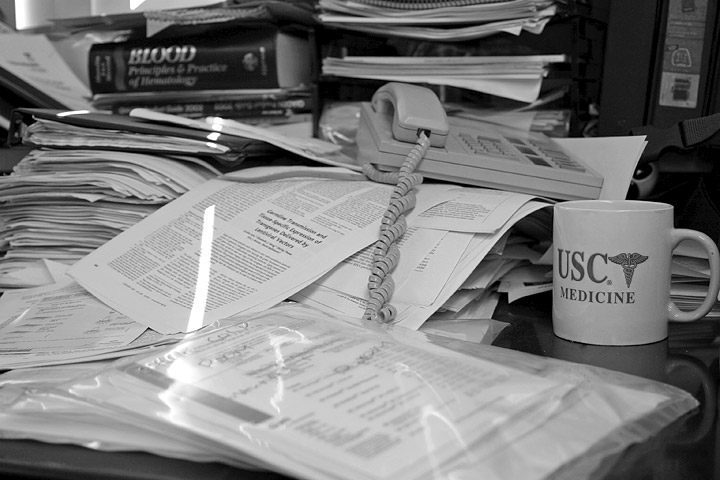

التعامل مع الضغوط هو تحسين حالة التوتر والضغوط المزمنة وخاصة في كثير من الأحيان لغرض تحسين الأداءفي الحياة اليومية.وتنتج الضغوط أعراض عديدة والتي تختلف باختلاف الأشخاص والأحوال والشدة. ويمكن أن تشمل انخفاض الصحة البدنية، وكذلك الاكتئاب.

## الأسس التاريخية
والتر كانون وهانز Selyeقاموا بعمل دراسات مفيدة على الحيوانات لتحديد أقرب أساس علمي لدراسة الضغوط. وقاما بقياس ردود الفعل الفسيولوجية للحيوانات لضغوط خارجية، مثل الحرارة والبرودة، وضبط النفس لفترة طويلة، والعمليات الجراحية، ثم من استقراء هذه الدراسات على البشر.
دراسات التوتر في البشر عن طريق ريتشارد راه وآخرين أنشئت لاحقا وجهة النظر التي تقول أن الضغوط تنشأ بسبب ضغوطات في الحياة متميزة ،قابلة للقياس، وكذلك، يمكن أن تدرج هذة الضغوطات الحياتية عن طريق متوسط الضغط الناتج مؤدية إلى مقياس هولمز ووراه. ولهذا، فقد تم اعتبار الضغوط ناتجة عن إهانات خارجية لايستطيع الشخص المعرض أن يتعامل معها. وفي الآونة الأخيرة، قيل إن الظروف الخارجية لا تملك أي قدرة ذاتية لإنتاج الضغوط، ولكن بدلا من ذلك يصل مفعولهاخلال تصورات الفرد، وقدراته، وتفهمه للموقف.

## طُرق
تتعامل العديد من تقنيات إدارة التوتر مع الضغوط التي قد ينسحب منها الشخص. تعمل بعض الطرق التالية على تقليل مستويات التوتر بشكل مؤقت إلى ما دون المستوى الطبيعي للتعويض عن المشاكل البيولوجية المرتبطة بها: ويواجه آخرون الضغوطات على مستوى أعلى من التجريد
بعض التوتر يكون سببه ارتفاع مستويات الطلب، مما يثقل كاهل الشخص بجهد وعمل إضافي. في هذه الحالة، يمكن وضع جدول عمل جديد يحد من التكرار الطبيعي ومدة الجداول السابقة حتى انقضاء فترة الطلب الشخصي المرتفع بشكل غير طبيعي.
ستختلف تقنيات إدارة التوتر وفقًا للنموذج الفلسفي.

## كفاءة
إدارة الإجهاد لها فوائد فسيولوجية ومناعية.
وقد لوحظت نتائج إيجابية باستخدام مجموعة من التدخلات غير الدوائية:
علاج الغضب أو العداء
التنظيم العاطفي
التدريب الذاتي، وهو أسلوب استرخاء يستخدم لتقليل التوتر وتحقيق التوازن بين العقل والجسم من خلال التمارين المتكررة، مثل التنفس العميق، لتعزيز الاسترخاء العقلي.
العلاج بالكلام (حول العلاقات أو القضايا الوجودية)
العلاج المعرفي للقلق أو الاكتئاب السريري
يسمح الارتجاع البيولوجي للأشخاص بمراقبة وظائف الجسم الداخلية، مثل معدل ضربات القلب وتوتر العضلات ودرجة الحرارة،
واستخدام هذه المعلومات لتعلم التحكم في استجابات الجسم، مما قد يؤدي إلى تحسين الصحة البدنية والعقلية والعاطفية.

## وصلات خارجية
- الوكالة الأوروبية للسلامة والصحة في العمل (OSHA):
  - "Research on the best Stress",
  - "Working on Stress"
- Q&A on stress management by روبرت سابولسكي (Stanford University)